# Drymeia gymnophthalma
Drymeia gymnophthalma är en tvåvingeart som först beskrevs av Willi Hennig 1963.  Drymeia gymnophthalma ingår i släktet Drymeia och familjen husflugor. Inga underarter finns listade i Catalogue of Life.